# Bremsnes
Bremsnes is een plaats in de Noorse gemeente Averøy, provincie Møre og Romsdal. Bremsnes telt 382 inwoners (2007) en heeft een oppervlakte van 0,59 km².